# Retiro gratus
Retiro gratus là một loài nhện trong họ Amaurobiidae.
Loài này thuộc chi Retiro. Retiro gratus được Elizabeth Bangs Bryant miêu tả năm 1948.